# Contarinia coffeae
Contarinia coffeae är en tvåvingeart som beskrevs av Harris 1970. Contarinia coffeae ingår i släktet Contarinia och familjen gallmyggor.
Artens utbredningsområde är Uganda. Inga underarter finns listade i Catalogue of Life.